# مالوسمدولو الجنوبية
مالوسمدولو الجنوبية (މާޅޮސްމަޑުލު ދެކުނުބުރި) ورمزها حرف الباء هي إحدى التقسيمات الإدارية في جزر المالديف. وتتكون من جزيرتين مرجانيتين طبيعيتين منفصلتين، هما الجزء الجنوبي من جزيرة مالوسمدولو المرجانية والجزر المرجانية الطبيعية الأصغر. وتقع في غرب سلسلة جزر المالديف المرجانية، وتتكون من 75 جزيرة منها 13 يسكنها أكثر من 11000 نسمة. والجزر السبع والخمسون المتبقية غير مأهولة بالسكان، بالإضافة إلى خمس جزر تنشأ فيها منتجعات.